# Gynoplistia (Gynoplistia) achlys
Gynoplistia (Gynoplistia) achlys is een tweevleugelige uit de familie steltmuggen (Limoniidae). De soort komt voor in het Australaziatisch gebied.